# Karl Klapp
Karl Heinrich Klapp (* 10. Februar 1857 in Nieder-Wildungen; † 12. Oktober 1932 in Bad Wildungen) war ein deutscher Schuhmachermeister und Politiker (SPD).
Klapp war der Sohn des Schuhmachermeister Moritz Klapp (1827–1892) und dessen Ehefrau Elisabeth, geborene Höhle (1829–1914). Er heiratete am 28. Oktober 1888 in Nieder-Wildungen Sophie Christiane, geborene Briele (1850–1927), die Witwe des Metzgers Christian Braun (1849–1887). Klapp war Schuhmachermeister in Bad Wildungen. 1919 bis 1922 war er für die SPD Abgeordneter in der Verfassungsgebenden Waldeck-Pyrmonter Landesvertretung.